# جارود أوثوف
جارود أوثوف (بالإنجليزية: Jarrod Uthoff)‏ مواليد 19 مايو 1993 في سيدار رابيدز، هو لاعب كرة سلة أمريكي. بدأ مسيرته الاحترافية في سنة 2016. يلعب مع دالاس مافيريكس في الرابطة الوطنية لكرة السلة. يحمل الرقم 19. يبلغ طوله 6 قدم 9 بوصة (2.1 م). لعب مع فورت واين ماد أنتس في الدوري الأمريكي لكرة السلة للمحترفين.

## إحصائيات المسيرة

### الموسم الاعتيادي
| السنة   | الفريق         | لعب | بدأ | دقيقة | ميداني% | ثلاثية | حرة  | ارتداد | صنع | استلاب | تصدي | نقطة |
| ------- | -------------- | --- | --- | ----- | ------- | ------ | ---- | ------ | --- | ------ | ---- | ---- |
| 2016–17 | دالاس مافيريكس | 9   | 0   | 12.8  | .421    | .333   | .714 | 2.6    | 1.0 | .2     | .4   | 4.4  |
| المسيرة | المسيرة        | 9   | 0   | 12.8  | .421    | .333   | .714 | 2.6    | 1.0 | .2     | .4   | 4.4  |

## روابط خارجية
- جارود أوثوف على موقع إن بي أي (الإنجليزية)
- جارود أوثوف على موقع سبورتس رفرنس (الإنجليزية)
- جارود أوثوف على موقع كرة السلة الأوروبية.كوم (الإنجليزية)
- جارود أوثوف على موقع DraftExpress.com (الإنجليزية)
- جارود أوثوف على موقع إي إس بي إن.كوم (الإنجليزية)
- جارود أوثوف على موقع كلية كرة السلة في سبورتس رفرنس.كوم (الإنجليزية)
- جارود أوثوف على موقع ريلجم (الإنجليزية)
- جارود أوثوف على موقع بروبوليرز (الإنجليزية)
- جارود أوثوف على موقع سبورتس رفرنس (الإنجليزية)
- جارود أوثوف على موقع سبورتس رفرنس (الإنجليزية)